# 雷庫尼夫卡
49°11′0″N 34°28′37″E / 49.18333°N 34.47694°E
雷庫尼夫卡（羅馬化：Rekunivka）是烏克蘭中部波爾塔瓦州波爾塔瓦區的村落，分別距離賴杜日內2公里和利文斯凱4公里，面積0.6平方公里，海拔高度80米，2001年人口62。